# Enea Grazioso Lanfranconi
Enea Grazioso Lanfranconi (n. 30 mai 1850, Peglio, Regatul Lombardia-Veneția, Imperiul Austriac – d. 9 martie 1895, Pozsony, Austro-Ungaria) a fost un inginer și colecționar de artă italian stabilit în Austro-Ungaria. Lanfranconi s-a sinucis în 1895. 
Lanfranconi a cartografiat cursul Dunării în Bratislava și s-a preocupat de protejarea orașului împotriva inundațiilor. 
Podul Lafranconi din Bratislava îi poartă numele.

## Galerie de imagini

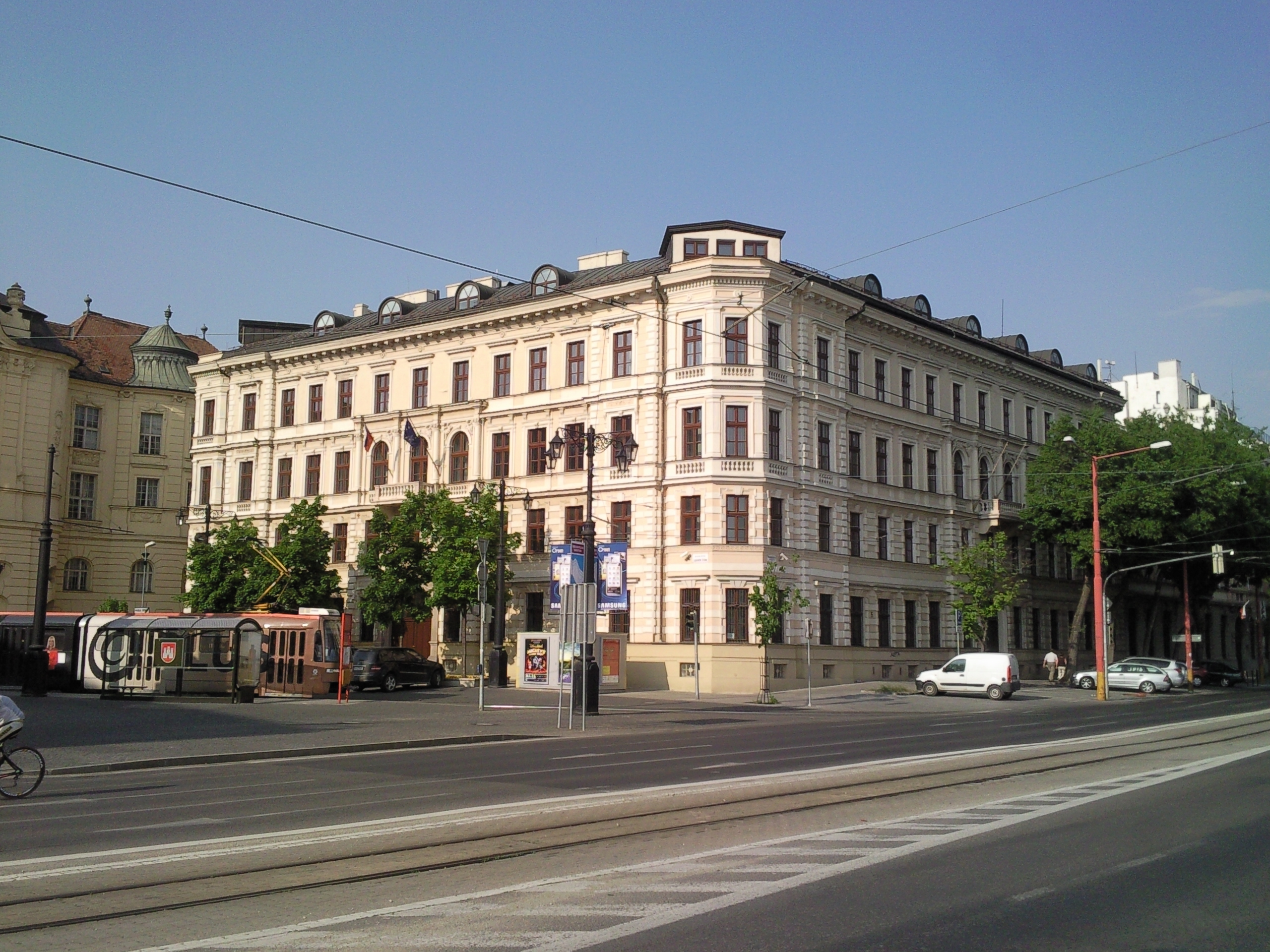
Palatul Lanfranconi din Bratislava